# Bystra testacea
Bystra testacea är en stekelart som beskrevs av Cameron 1902. Bystra testacea ingår i släktet Bystra och familjen brokparasitsteklar. Inga underarter finns listade.